# Boethius (cráter)

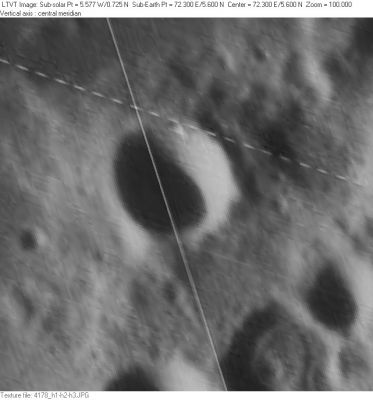
Fotografía de la misión Lunar Orbiter 4

Boethius es un pequeño cráter de impacto que se encuentra en el extremo este del Mare Undarum, cerca del limbo lunar oriental. Al suroeste se halla el cráter inundado de lava Dubyago, con albedo más oscuro.
Es un impacto circular y con forma de copa, con las paredes internas inclinadas hacia una pequeña plataforma central. Posee un albedo más alto que el terreno circundante, y no está cubierto por otros cráteres de impacto. Anteriormente fue identificado como Dubyago T, antes de ser renombrado por la UAI en memoria de Boecio, el filósofo y hombre de estado romano.